# Möjlig värld
Möjliga världar, används inom filosofi och särskilt logik för att uttrycka modala påståenden.
Under den första halvan av 1900-talet hade filosofer problem med att förklara vad satser som "Jag kunde ha varit kock" egentligen betyder. I och med introducerandet av tanken på möjliga världar (som är ett arv från Gottfried Wilhelm von Leibniz) så kunde man förklara vad som menades, och tanken är att satser som "Jag kunde ha varit kock" uttalar sig om en annan möjlig värld. Vad möjliga världar egentligen är finns det olika åsikter om. David Kellogg Lewis ansåg att vad möjliga världar egentligen refererar till är faktiskt existerande konkreta världar. En diametralt motsatt position har intagits av bland andra Alvin Plantinga.